# Section du contentieux du Conseil d'État français
La Section du contentieux est l'une des sections du Conseil d'État français. L'appellation « Section du contentieux » désigne également l'une des formations de jugement du Conseil d'État.

## Histoire

### Délibération par l'Assemblée générale (1799-1849) puis par la Section du contentieux (1849-1852)

#### Instruction par les sections administratives (1799-1806)
À sa création, par la Constitution de l'an VIII, le Conseil d'État ne comportait pas de section du contentieux. Entre 1799 et 1806, chaque affaire était portée devant l'une des cinq sections définies par le règlement du 5 nivôse an VIII (section des finances, section de législation civile et criminelle, section de la guerre, section de la marine et section de l'intérieur) auxquelles se rattachaient les affaires des différents ministères de l'administration, « sans distinction entre les affaires administratives et les affaires contentieuses » suivant la matière du litige. L'affaire était ensuite instruite par la section puis l'Assemblée générale en délibérait.

#### Création de la Commission du contentieux en 1806
Le décret du 11 juin 1806 institue une Commission du contentieux. La procédure suivie devant cette Commission est précisée par un décret du 22 juillet 1806 qui reprend largement le règlement d'Aguesseau concernant la procédure du Conseil du Roi du 28 juin 1738.

### Mise en place de la justice déléguée à partir de 1872
La loi du 24 mai 1872 sur la réorganisation du Conseil d'État met fin à la justice retenue. L'article 9 de la loi dispose ainsi que : « Le Conseil d'État statue souverainement sur les recours en matière contentieuse administrative, et sur les demandes d'annulation pour excès de pouvoirs formées contre les actes des diverses autorités administratives. » Le Conseil d'État devient compétent pour connaître, en premier et dernier ressort, de certains actes administratifs, tandis que d'autres restent de la compétence du ministre concerné en première instance, conformément à la théorie du ministre-juge.
Par son arrêt Cadot du 13 décembre 1889, le Conseil d'État abandonne la théorie du ministre-juge. Le Conseil d'État se reconnait désormais une compétence de droit commun pour connaître des litiges nés d'une décision d'une autorité administrative toutes les fois que le jugement n'en avait pas été expressément attribué au chef de l'État ou à un ministre.

## Compétences
La Section du contentieux est chargée de statuer sur environ 10 000 requêtes chaque année.
On dit qu'elle exerce les « attributions juridictionnelles » du Conseil d’État, puisque les autres sections ne sont pas chargées de trancher des litiges, mais de donner des avis ou de produire des rapports ou des études.

## Organisation
- Voir les R. 122-11 et suivants du Code de justice administrative

| Nom de la formation      | Composition | Effectif minimal                                                        | Réf. du code de justice administrative |
| ------------------------ | --- | ----------------------------------------------------------------------- | -------------------------------------- |
| Chambre                  | - Président de chambre - Deux assesseurs (conseillers d'État) - Conseillers d'État et maîtres des requêtes - Rapporteur | 3                                                                       | R. 122-14                              |
| Chambres réunies         | - Président adjoint de la Section du contentieux - Présidents de chaque chambre - Assesseur(s) de chaque chambre - Conseiller d'État d'une autre chambre (dans certains cas) - Rapporteur | 5 (réunion de deux sections) ou 7 (réunion de trois ou quatre sections) | R. 122-15                              |
| Section du contentieux   | - Président de la Section du contentieux - Les trois présidents adjoints - Présidents des chambres - Rapporteur | 9                                                                       | R. 122-18                              |
| Assemblée du contentieux | - Vice-président du Conseil d'État - Les présidents des sept sections - Les trois présidents adjoints de la Section du contentieux - Le président de la chambre qui a connu de l'affaire en premier - Les quatre présidents de chambre les plus anciens dans leurs fonctions en dehors du précédent - Rapporteur | 9                                                                       | R. 122-20                              |

### Chambres
Du XIXe siècle jusqu'au 31 décembre 2015, la section a été divisée en dix « sous-sections ». Le 1er janvier 2016, le terme a été remplacé par celui de « chambres » et la section du contentieux est donc aujourd'hui divisée en 10 chambres.
La Section du contentieux est divisée en 10 chambres (ex-« sous-sections »). Chacune des chambres est spécialisée, :
| Chambre     | Quelques attributions                                                            |
| ----------- | -------------------------------------------------------------------------------- |
| 1e chambre  | Sécurité sociale, santé, urbanisme, aide sociale…                                |
| 2e chambre  | Extraditions, expulsions, postes et télécommunications, sport, transport…        |
| 3e chambre  | Urbanisme, collectivités territoriales, contentieux fiscal…                      |
| 4e chambre  | Enseignement public, professions médicales…                                      |
| 5e chambre  | Logement, radiodiffusion, télédiffusion, police…                                 |
| 6e chambre  | Comptabilité publique, environnement, juridictions et magistrats, AMF…           |
| 7e chambre  | Armées, établissements publics, élections professionnelles, marchés et contrats… |
| 8e chambre  | Domanialité publique, voirie, REP en matière fiscale…                            |
| 9e chambre  | Tarification des services publics, contentieux fiscal…                           |
| 10e chambre | Libertés publiques, réfugiés, culture, outre-mer, contentieux fiscal…            |

Chacune des chambres instruit les affaires relevant de son champ de compétence.
Chaque chambre, présidée par un conseiller d’État qui est assisté de deux assesseurs également conseillers d’État, comprend des rapporteurs de grades différents (auditeur au Conseil d'État, maître des requêtes au Conseil d'État, conseiller d'État).

### Jugement des affaires simples
Les litiges sont ensuite jugés soit par une chambre seule (71 % des jugements collégiaux en 2011), soit par des chambres réunies (28 % des jugements collégiaux en 2011). Dans le cas d'une chambre jugeant seule, c'est la chambre qui a instruit l'affaire qui juge. Dans le cas de chambres réunies, en général deux chambres, plus rarement trois ou quatre, cela signifie que l'affaire qui a été instruite par une chambre est « revue » par une autre chambre, le but étant d'arriver à un consensus et d'éviter les divergences de jurisprudence.

### Jugement des affaires complexes ou délicates sur le plan économique, politique, fiscal ou social

#### Jugement par la Section du contentieux
Les affaires présentant une importance remarquable ou une difficulté particulière sur le plan économique, politique ou social, ou les affaires qui font l'objet d'appréciations divergentes par des chambres ou dont la solution remettrait en cause une solution jurisprudentielle, sont jugées par la Section du contentieux.
La formation de section, présidée par le président en exercice de la Section du contentieux, assisté des présidents de ses chambres, est réunie pour examiner les affaires précitées.
La formation de jugement de la Section du contentieux est composée de 15 membres (cf. article R. 122-18 du code de justice administrative) :
- le président de la Section du contentieux ;
- les trois présidents adjoints ;
- les dix présidents de chambre ;
- le rapporteur de l’affaire.

#### Jugement par l'Assemblée du contentieux
L'affaire peut être renvoyée devant l'Assemblée du contentieux, sur décision du vice-président du Conseil d'État, du président de la Section du contentieux, du président de la section concernée.
L'Assemblée du contentieux réunit les principaux membres de la section du contentieux ainsi que les présidents des autres sections du Conseil.
L'affaire, ainsi jugée par la formation la plus solennelle du Conseil d'État, revêt alors une importance particulière et fait parfois partie des grands arrêts de la jurisprudence administrative.

#### Cas particulier de la plénière fiscale du contentieux
Le contentieux fiscal au sens large présente la particularité d'être partagé entre quatre chambres de la section du contentieux (les 3e, 8e, 9e et 10e chambres). Les affaires fiscales soulevant des questions juridiques particulièrement importantes peuvent naturellement être jugées par les formations de Section ou d'Assemblée. Mais, souvent, lorsque ces questions ne débordent pas du champ fiscal, elles sont portées devant les quatre chambres fiscales réunies. Désormais envisagée par les textes (code de justice administrative, art. R. 122-11), cette formation de jugement (qui est réunies une ou deux fois an) est dénommée « plénière fiscale du contentieux » ou plus simplement « plénière fiscale ».
La formation de jugement de la Plénière fiscale du contentieux est composée de 11 membres (code de justice administrative, art. R. 122-15) :
- un des trois présidents-adjoints de la Section du contentieux (ou, éventuellement, le président de la section du contentieux ou le vice-président du Conseil d’État) ;
- le président de chacune des quatre chambres fiscales (3e, 8e, 9e et 10e chambres) ;
- l'assesseur le plus ancien de chacune de ces quatre mêmes chambres ;
- un conseiller d’État appartenant à une chambre « non-fiscale » de la section du contentieux ;
- le rapporteur de l’affaire.

### Secrétariat
La section du contentieux et ses chambres sont assistées d’un secrétariat assurant le bon déroulement matériel de la procédure.

## Liste des présidents
- 1872-1873 : Odilon Barrot
- 1874-1879 : Emmanuel Camus du Martroy
- 1879-1885 : Édouard Laferrière
- 1886-1903 : Abel Berger
- 1904-1907 : Albert Chante-Grellet
- 1908-1912 : René Marguerie
- 1913-1917 : Émile Mayniel
- 1918-1932 : Jean Romieu
- 1933-1937 : Georges Pichat
- 1937-1938 : Alfred Porché
- 1938-1941 : Louis Corneille
- 1942-1952 : Edmond Rouchon-Mazerat
- 1952-1961 : Tony Bouffandeau
- 1961-1966 : Marcel Devemy
- 1967-1976 : Raymond Odent
- 1977-1985 : Claude Heumann[7]
- 1985-1986 : Pierre Laurent
- 1986-1995 : Michel Combarnous[8]
- 1995-1998 : Michel Gentot[9]
- 1998-2004 : Daniel Labetoulle[10]
- 2004-2006 : Bruno Genevois[11]
- 2006-2018 : Bernard Stirn[12]
- 2018-2021 : Jean-Denis Combrexelle[13]
- Depuis 2021 : Christophe Chantepy

## Le président et ses adjoints: latroïka
Les présidents adjoints de la Section du contentieux sont nommés parmi les conseillers d'État les plus expérimentés. Ils jouent un rôle important dans le maintien de la cohésion et de « l'unité de la jurisprudence » du Conseil d'État, en ayant une vision transversale. À ce titre, ils délibèrent des futures évolutions jurisprudentielles au sein de la « troïka », organe interne du Conseil d'État regroupant le président de la Section du contentieux et ses adjoints. Cet organe de fait a été créé en 1959, et se trouve au cœur de « la combinaison de la règle de la discipline jurisprudentielle et de la hiérarchie des formations de jugement ». L'appellation de troïka remonte « à l'époque où la Section ne comprenait que deux président adjoints. Elle s'est maintenue, bien que le nombre des participants soit passé de trois à quatre en raison de la création d'un poste supplémentaire de président adjoint ».
L'ancien président de la Section du contentieux, Bruno Genevois, raconte ainsi que « les affaires délibérées par les sous-sections réunies au cours de la semaine sont évoquées au cours d'une réunion hebdomadaire qui se tient le mardi après-midi dans le bureau du président de la Section du contentieux et à laquelle assistent, outre le président, les présidents adjoints ». Cette instance informelle de concertation peut « recommander la prolongation et l’approfondissement d’un délibéré ou encore renvoyer une affaire devant une formation de jugement supérieure aux fins d’éviter des contradictions ou des divergences entre chambres ».
Le professeur Pascal Caille souligne l'importance de ces réunions de la troïka : « avant la lecture des décisions, l’occasion est donnée de s’assurer qu’il n’y a pas de contradictions entre les positions des différentes formations de jugement. Dans le cas contraire, le renvoi de l’affaire devant une formation de jugement supérieure – section ou assemblée – peut être décidé. C’est encore à l’occasion de la troïka que se décide le fichage des décisions au Recueil Lebon ».
De plus, si la nomination des rapporteurs publics est effectuée par arrêté du vice-président, ce sont en réalité le président de la Section du contentieux, en accord avec ses trois présidents adjoints, qui décide des nominations des vingt rapporteurs publics.

### Les présidents adjoints de la Section du contentieux
Pendant longtemps, le président de la Section du contentieux a personnellement assuré la présidence de la plupart des formations de jugement, à l'exception de l'Assemblée du contentieux, présidée par le vice-président.
Face à la hausse du contentieux, un poste de premier président adjoint de la Section du contentieux a été créé en 1956, afin de décharger le président de la Section du contentieux, Tony Bouffandeau, de la présidence d'une partie des formations de sous-sections réunies. Le premier président adjoint a été Marcel Devémy, à partir de 1956. Cette création d'un poste de président adjoint supposait un dialogue étroit entre le président du contentieux et son adjoint.
En 1959, un deuxième poste de président adjoint a été créé. Le conseiller d'État Pierre Laroque est devenu le deuxième président adjoint à compter de cette date. C'est à cette époque que la troïka a été instituée afin de maintenir un dialogue étroit entre le président de la Section du contentieux et ses adjoints. Enfin, le décret no 68-796 du 9 septembre 1968 a créé un troisième poste de président adjoint, plus spécialement chargé de présider les sous-sections réunies statuant en matière fiscale. Le conseiller d'État Emmanuel Rain a été nommé à ce poste la même année.
Les présidents adjoints président les séances de chambres réunies que le président de la Section du contentieux ne préside pas lui-même. Ils siègent également au sein de la formation de Section du contentieux, ainsi qu'au sein de l'Assemblée du contentieux, la formation de jugement la plus solennelle du Conseil d'État. La majorité des présidents récents de la Section du contentieux étaient d'anciens présidents adjoints, comme Marcel Devémy, Raymond Odent, Claude Heumann, Michel Combarnous, Daniel Labetoulle, Bruno Genevois ou Bernard Stirn. De plus, de nombreux présidents adjoints de la Section du contentieux sont ensuite nommés présidents de sections administratives.
Par ailleurs, ils sont désignés comme les représentants du Conseil d'État au sein du Tribunal des conflits, chargé de régler les problèmes de compétence juridictionnelle entre l'ordre judiciaire et l'ordre administratif. Ils sont également juges des référés.

#### Liste des présidents adjoints de la Section du contentieux
| Présidents adjoints de la Section du contentieux | Présidents adjoints de la Section du contentieux | Présidents adjoints de la Section du contentieux |
| ------------------------------------------------ | ------------------------------------------------ | ------------------------------------------------ |
|                                                  |                                                  | Depuis 2023 : Pierre Collin                      |
| Depuis 2025 : Denis Piveteau                     |                                                  | 2021-2023 : Christine Maugüé,                    |
| 2015-2025 : Rémy Schwartz,                       | Depuis 2019 : Jacques-Henri Stahl                | 2012-2021 : Alain Ménéménis,                     |
| 2010-2015 : Jacques Arrighi de Casanova,         | 2012-2019 : Edmond Honorat,                      | 2004-2012 : Philippe Martin,                     |
| 2007-2010 : Serge Daël,                          | 2008-2012 : Christian Vigouroux,                 | 2002-2004 : Bruno Lasserre,                      |
| 2007-2007 : Bruno Martin-Laprade,                | 2007-2008 : Jean-Marie Delarue,                  | 1998-2002 : Marie-Eve Aubin,                     |
| 2002-2006 : Bernard Stirn,                       | 2004-2007 : Marie-Dominique Hagelsteen,          | 1995-1998 : Daniel Labetoulle,                   |
| 1999-2002 : Bruno Genevois,                      | 2001-2004 : Yves Robineau,                       | 1987-1995 : Jacqueline Bauchet,                  |
| 1995-1999 : Jean Groux,                          | 1999-2001 : Olivier Fouquet,                     | 1986-1986 : Michel Combarnous,                   |
| 1989-1995 : Michel Rougevin-Baville,             | 1991-1999 : Gabriel Vught,                       | 1981-1986 : François Gazier,                     |
| 1987-1989 : Bernard Ducamin,                     | 1984-1991 : Paul Coudurier,                      | 1980-1981 : Alain Barjot,                        |
| 1986-1987 : Michel Bernard,                      | 1983-1984 : Fernand Grévisse,                    | 1976-1980 : Jacques Chardeau,                    |
| 1982-1986 : Jean-Jacques de Bresson,             | 1979-1983 : Claude Lasry,                        | 1970-1976 : Claude Heumann,                      |
| 1974-1982 : Jacques Ducoux,                      | 1968-1979 : Emmanuel Rain                        | 1967-1970 : Marc Barbet,                         |
| 1971-1974 : Pierre Ordonneau,                    |                                                  | 1961-1967 : Raymond Odent                        |
| 1968-1971 : Maxime Letourneur,                   | 1956-1961 : Marcel Devémy                        |                                                  |
| 1966-1968 : Aubert Lefas,                        |                                                  |                                                  |
| 1964-1966 : René Martin                          |                                                  |                                                  |
| 1959-1964 : Pierre Laroque                       |                                                  |                                                  |

### Dans d'autres pays
- Comité du contentieux
- Comité judiciaire du Conseil privé

## Sources et liens externes
- Code de justice administrative sur Légifrance
- Infos sur le site Studility
- Section du contentieux sur le Site du Conseil d'État
- Liste des présidents de la Section du contentieux sur le Site du Conseil d'État